# 天主教茹伊纳教区
天主教茹伊納教區（拉丁語：Dioecesis Iuinensis），是巴西一個天主教教區，位於馬托格羅索州西北部，屬庫亞巴總教區。
教區成立於1997年12月23日。2006年有教友126,593人，佔總人口90.4%。有十個堂區、司鐸十八人。現任教區主教為內里·若瑟·通泰洛。